# Lee Tracy
Lee Tracy, född 14 april 1898 i Atlanta, Georgia, död 18 oktober 1968 i Santa Monica, Kalifornien, var en amerikansk skådespelare. Tracy slog igenom som Broadway-skådespelare 1924 i pjäsen The Show Off som spelades i mer än ett år. Han gjorde också huvudrollen i scenuppsättningen av The Front Page 1928-1929. Tracy, som specialiserat sig på snabbpratande rollkaraktärer, filmdebuterade 1929 och hade under 1930-talets början en framgångsrik Hollywoodkarriär. Efter en skandal i Mexiko där han anklagades för omoraliskt uppträdande och för att ha förolämpat landet som helhet avstannade hans karriär. Filmrollerna och teaterrollerna blev därefter mer sporadiskt förekommande. Under 1950-talet arbetade han som TV-skådespelare.
1964 nominerades han till en Oscar för bästa manliga biroll i filmen The Best Man där han spelade en åldrad president. Han har även tilldelats en stjärna på Hollywood Walk of Fame vid adressen 1638 Vine Street.

## Filmografi, urval
- 1930 – Liliom
- 1932 – Doktor X
- 1932 – Polisens lockbete
- 1932 – Blessed Event
- 1933 – Akta er för gnistor!
- 1933 – Middag kl. 8
- 1933 – Det perfekta brottet
- 1933 – Hederliga avsikter
- 1934 – Sensation i natten
- 1964 – The Best Man